# Bobsleigh à deux féminin aux Jeux olympiques de 2022
Navigation
Pyeongchang 2018 Milan 2026
L'épreuve féminine de bob à deux des Jeux olympiques d'hiver de 2022 a lieu le 18 et le 19 février 2022. Deux des trois équipages allemands montent sur les plus hautes marches du podium avec la paire américaine Meyers / Hoffman qui prend la médaille de bronze. Le titre revient à la pilote Laura Nolte devant la championne olympique 2018 Mariama Jamanka

## Déroulement de la compétition
La coupe du monde 2021-2022 a vu le sacre de la pilote américaine Elana Meyers devant les Allemandes Laura Nolte et Kim Kalicki. Les Américaines Kaillie Humphries / Lolo Jones restent elles sur deux titres consécutifs de championnes du monde.
Dans la première manche, le premier record de piste est à mettre aux allemandes Nolte et Levi avec un temps de 1 min 1,04 s, record qu'elles vont améliorer lors du deuxième run et encore au troisième run. À la fin de la première journée, elles devancent Mariama Jamanka et Alexandra Burghardt de 50 centièmes. Le bob américain piloté par la multimédaillée olympique Elana Meyers Taylor pointe à la 3e place, à 74 centièmes. La vétérane américaine de 37 ans est toujours montée sur le podium du bob à deux depuis 2010, mais n’a jamais été sacrée.
Pour les deux dernières manches, la hiérarchie n'est pas bousculé en haut du classement, avec toutefois un bon troisième temps pour les Suissesses Melanie Hasler et 
Nadja Pasternack dans le dernier run. c'est donc un doublé allemand. La pilote Kim Kalicki échoue au pied du podium.

## Calendrier
| Date       | Heure | Épreuve                      |
| ---------- | ----- | ---------------------------- |
| 15 février | 14:10 | entraînement - Manche 1 et 2 |
| 16 février | 14:10 | entraînement - Manche 3 et 4 |
| 17 février | 14:10 | entraînement - Manche 5 et 6 |
| 18 février | 20:00 | Manche 1                     |
| 18 février | 21:30 | Manche 2                     |
| 19 février | 20:00 | Manche 3                     |
| 19 février | 21:30 | Manche 4                     |

## Médaillés
| Or                                                 | Argent                                                        | Bronze                                                 |
| Allemagne- Laura Nolte - Deborah Levi 4 min 3 s 96 | Allemagne- Mariama Jamanka - Alexandra Burghardt 4 min 4 s 73 | États-Unis- Elana Meyers - Sylvia Hoffman 4 min 5 s 48 |

## Résultats
| Rang                                | #  | Athlète                               | Nation          | Manche 1   | Manche 1 | Manche 2   | Manche 2 | Manche 3   | Manche 3 | Manche 4  | Manche 4 | Total     | Total     |
| Rang                                | #  | Athlète                               | Nation          | Temps (s)  | Rang     | Temps (s)  | Rang     | Temps (s)  | Rang     | Temps (s) | Rang     | Temps (s) | Écart (s) |
| ----------------------------------- | -- | ------------------------------------- | --------------- | ---------- | -------- | ---------- | -------- | ---------- | -------- | --------- | -------- | --------- | --------- |
| Médaille d'or, Jeux olympiques      | 4  | Laura Nolte Deborah Levi              | Allemagne       | 1:01.04 TR | 1        | 1:01.01 TR | 1        | 1:00.70 TR | 1        | 1:01.21   | 2        | 4:03.96   | —         |
| Médaille d'argent, Jeux olympiques  | 9  | Mariama Jamanka Alexandra Burghardt   | Allemagne       | 1:01.10    | 2        | 1:01.45    | 2        | 1:00.98    | 2        | 1:01.20   | 1        | 4:04.73   | +0.77     |
| Médaille de bronze, Jeux olympiques | 8  | Elana Meyers Sylvia Hoffman           | États-Unis      | 1:01.26    | 3        | 1:01.53    | 3        | 1:01.13    | 3        | 1:01.56   | 3        | 4:05.48   | +1.52     |
| 4                                   | 5  | Kim Kalicki Lisa Buckwitz             | Allemagne       | 1:01.61    | 6        | 1:01.78    | 5        | 1:01.30    | 4        | 1:01.59   | 5        | 4:06.28   | +2.32     |
| 5                                   | 6  | Christine de Bruin Kristen Bujnowski  | Canada          | 1:01.45    | 5        | 1:01.76    | 4        | 1:01.43    | 5        | 1:01.73   | 6        | 4:06.37   | +2.41     |
| 6                                   | 11 | Melanie Hasler Nadja Pasternack       | Suisse          | 1:01.65    | 7        | 1:01.85    | 6        | 1:01.77    | 7        | 1:01.56   | 3        | 4:06.83   | +2.87     |
| 7                                   | 7  | Kaillie Humphries Kaysha Love         | États-Unis      | 1:01.41    | 4        | 1:01.97    | 9        | 1:01.75    | 6        | 1:01.91   | 8        | 4:07.04   | +3.08     |
| 8                                   | 13 | Cynthia Appiah Dawn Richardson Wilson | Canada          | 1:01.75    | 8        | 1:01.89    | 7        | 1:01.95    | 10       | 1:01.93   | 9        | 4:07.52   | +3.56     |
| 9                                   | 10 | Nadezhda Sergeeva Yulia Belomestnykh  | ROC             | 1:02.04    | 16       | 1:01.90    | 8        | 1:02.34    | 18       | 1:01.83   | 7        | 4:08.11   | +4.15     |
| 10                                  | 16 | Katrin Beierl Jennifer Onasanya       | Autriche        | 1:01.91    | 13       | 1:02.12    | 12       | 1:01.89    | 9        | 1:02.32   | 16       | 4:08.24   | +4.28     |
| 11                                  | 1  | Huai Mingming Wang Xuan               | Chine           | 1:01.88    | 11       | 1:02.17    | 14       | 1:02.11    | 12       | 1:02.10   | 12       | 4:08.26   | +4.30     |
| 12                                  | 12 | Melissa Lotholz Sara Villani          | Canada          | 1:02.12    | 18       | 1:02.09    | 10       | 1:01.85    | 8        | 1:02.31   | 15       | 4:08.37   | +4.41     |
| 13                                  | 3  | Margot Boch Carla Sénéchal            | France          | 1:01.90    | 12       | 1:02.32    | 17       | 1:02.20    | 15       | 1:01.97   | 10       | 4:08.39   | +4.43     |
| 14                                  | 15 | Ying Qing Du Jiani                    | Chine           | 1:01.92    | 14       | 1:02.19    | 15       | 1:02.29    | 17       | 1:02.09   | 11       | 4:08.49   | +4.53     |
| 15                                  | 20 | An Vannieuwenhuyse Sara Aerts         | Belgique        | 1:02.08    | 17       | 1:02.12    | 12       | 1:02.11    | 12       | 1:02.27   | 14       | 4:08.58   | +4.62     |
| 16                                  | 19 | Breeana Walker Kiara Reddingius       | Australie       | 1:01.98    | 15       | 1:02.11    | 11       | 1:02.04    | 11       | 1:02.51   | 20       | 4:08.64   | +4.68     |
| 17                                  | 18 | Mica McNeill Montell Douglas          | Grande-Bretagne | 1:02.19    | 19       | 1:02.35    | 18       | 1:02.17    | 14       | 1:02.14   | 13       | 4:08.85   | +4.89     |
| 18                                  | 14 | Andreea Grecu Katharina Wick          | Roumanie        | 1:01.82    | 9        | 1:02.47    | 20       | 1:02.25    | 16       | 1:02.44   | 18       | 4:08.98   | +5.02     |
| 19                                  | 2  | Anastasiia Makarova Elena Mamedova    | ROC             | 1:01.83    | 10       | 1:02.29    | 16       | 1:02.48    | 20       | 1:02.49   | 19       | 4:09.09   | +5.13     |
| 20                                  | 17 | Martina Fontanive Irina Strebel       | Suisse          | 1:02.48    | 20       | 1:02.35    | 18       | 1:02.35    | 19       | 1:02.41   | 17       | 4:09.59   | +5.63     |